# Катажина Бахледа Цуруш
Катажина Ана Бахледа-Цуруш (пољ. Katarzyna Anna Bachleda-Curuś; рођена Катажина Војћицка пољ. Katarzyna Wojcicka, Санок 1. јануар 1980) је пољска спортисткиња која се бави брзим клизањем. На Зимским олимпијским играма одржаним 2010. године у Ванкуверу освојила је бронзану медаљу у брзом клизању. Учествовала је 2002. године на зимским олимпијским играма у Солт Лејк Ситију где је 2 пута освојила 26. место (у тркама на 1.500 и на 2.000 метара). На зимским олимпијским играма 2006. године у Торину је освојила 8. место у трци на 1.000 метара, 11. место у трци на 1.500 метара, 10. место у трци на 3.000 метара и 16. место у трци на 5.000 метара. На играма 2010. године у Ванкуверу је 27. фебруара у екипној трци на 2.400 метара освојила бронзану медаљу (заједно за Катажином Возњак и Луизом Злотковском)
На светским првенствима је имала следеће резултате:
- 2000 – 1000 m, 23. место; 3000 m, 19. место
- 2001 – 3000 m, 20. место, 5000 m, 15. место
- 2004 – 1500 m, 10. место; 3000 m, 13. место
- 2005 – 1500 m, 9. место; 3000 m, 9. место; 5000 m, 10. место
- 2008 – 1500 m, 8. место
- 2009 – 1500 m, 5. место

На зимској универзијади 2005. године у Инзбруку је заузела 4. место у трци на 1.500 метара. На универзијади у Торину 2007. године је освојила злато у трци на 1.500 метара и сребро у трци на 3.000 метара.
Катажина Бахледа-Цуруш је 13. децембра 2009. године изјавила за холандску телевизију „Nederlandse Omroep Stichting“, да јој је за време олимпијских игара у Торину понуђено око 50 хиљада евра да би се повукла из трке на 5.000 метара. Како Катажина наводи ову понуду јој је дала Ингрид Паул, тренер холандске репрезентације, пошто се холандска такмичарка није кфалификовала за такмичење, а била је прва на резервној листи играчица. Катажина је одбила понуду и наступила на такмичењу и тада је заузела 16. место.